# 朱德垣
朱德垣（?—?），廣西省桂林府臨桂縣人，清朝政治人物、進士出身。
光緒二十九年（1903年），参加光緒癸卯科殿試，登進士二甲第82名。同年閏五月，以主事分部学习。